# Himilcó (segle IV aC)
Himilcó (en llatí Himilco, en grec antic Ἱμίλκων) va ser un dels generals cartaginesos nomenats pel senat de Cartago per conduir la guerra a Àfrica contra Arcàgat el fill d'Agàtocles de Siracusa.
Va combatre contra la divisió dels siracusans sota el comandament d'Eumac, i els va derrotar completament, passant-los gairebé tots per l'espasa. Després va ocupar els passos a la vora de Tunis i va bloquejar a Arcàgat en aquesta ciutat. Ja no torna a ser esmentat.